# Zjabinka
Zjabinka (belarusiska: Жабінка) är en stad i Belarus.   Den ligger i voblasten Brests voblast, i den västra delen av landet, 300 km sydväst om huvudstaden Mіnsk. Zjabinka ligger 140 meter över havet och antalet invånare är 13 357.

## Natur
Terrängen runt Zjabinka är mycket platt. Zjabinka är det största samhället i trakten.